# Assedio di La Rochelle (1573)
L'assedio di La Rochelle (in francese: Le Siège de La Rochelle) fu un assedio militare ordinato da Carlo IX di Francia contro la città ribelle calvinista di La Rochelle e guidato dal fratello del re, Enrico duca d'Angiò.
Fu l'evento principale della quarta guerra civile di religione, scoppiata in seguito alla notte di san Bartolomeo. Le armate reali composte di 28 000 uomini posero un lungo e infruttuoso assedio alla cittadella marittima e fortificata di La Rochelle, subendo molte perdite.

## Contesto
Il massacro di san Bartolomeo inferse un duro colpo al protestantesimo francese, ma ebbe i risultati sperati dal partito cattolico. La disperazione e la rabbia raddoppiarono il coraggio dei calvinisti che insorsero facendo scoppiare il quarto conflitto civile. La Rochelle si ribellò e preparò una vigorosa resistenza.
Carlo IX sperò di giungere ad una mediazione per questo inviò a La Rochelle François de La Noue, stimato calvinista al servizio della Corona. Quando però la città si rifiutò di ricevere Armand de Gontaut-Biron, il governatore inviato dal sovrano, si passò al conflitto armato. Filippo Strozzi, colonnello generale della fanteria, arrivò il 13 dicembre 1572 nel villaggio di Puy-le-Boreau e assaltò La Rochelle con una parte delle Guardie francesi e alcuni altri reggimenti.

## Storia
Nel febbraio 1573, dopo l'arrivo del duca d'Angiò, seguito da un formidabile esercito regio (comandava personalmente 5 000 fanti e 1 000 cavalieri) iniziò il feroce assedio alla cittadina. Monsieur era accompagnato dal fratello minore Francesco, duca d'Alençon e dai neoconvertiti al cattolicesimo Enrico, re di Navarra, suo cognato, ed Enrico, principe di Condé. Il duca d'Angiò venne seguito dai maggiori esponenti dell'alta nobiltà: Luigi di Gonzaga, duca di Nevers, Enrico I di Guisa, Carlo di Mayenne, Claudio d'Aumale, Biagio di Montluc, ma anche il Artus de Cossé-Brissac maresciallo di Cossé, Enrico de La Tour d'Auvergne, Réne di Villequier, Brantôme, Alberto di Gondi conte di Retz e Filippo Strozzi.
I ribelli di La Rochelle nominarono capo militare François de La Noue, che chiese il permesso a Carlo IX per svolgere questa funzione. La città era nelle mani del borghesia, con 1 300 soldati a disposizione e poteva fare affidamento sulle navi inglesi, che andavano e venivano liberamente dal porto. Alleata della Francia e ufficialmente impegnata in trattative matrimoniali con Francesco d'Alençon, fratello minore del re, Elisabetta I d'Inghilterra condannava ufficialmente gli inglesi andati in soccorso di La Rochelle, mentre in realtà le sovvenzionava dietro le quinte. Tuttavia, il 19 aprile 1573, la flotta inglese comandata dal protestante francese Montgomery fu respinta vittoriosamente dalle cannonate dei cattolici.
A terra, da febbraio a giugno furono fatti otto grandi assalti contro le mura della città, che risultarono tutti fallimentari per le discordie nate all'interno del gruppo di nobili, che non seguirono le direttive del duca di Nevers. Durante questi assalti in molti rimasero uccisi o feriti: il 21 febbraio 1573, il duca di Aumale fu ucciso da una cannonata; il 26 marzo 1573, 150 uomini assedianti morirono nell'esplosione accidentale di una miniera destinata a far saltare in aria i bastioni. Il 23 maggio 1573, 6 000 svizzeri arrivarono come rinforzi, ma l'attacco generale lanciato tre giorni dopo si concluse drammaticamente per i cattolici.
La resistenza dei protestanti, il fallimento degli assalti, le difficoltà di approvvigionamento portarono gli assedianti allo sfinimento. Inoltre, all'interno del campo reale si formano intrighi: fu in questo periodo che si formò attorno al duca d'Alençon, il gruppo politico dei «Malcontenti», oppositori della politica di Carlo IX ed Enrico III, al quale aderì la famiglia Montmorency, il re di Navarra e il principe di Condé. La noncuranza con il quale il duca d'Angiò trattava il fratello minore, alla prima esperienza bellica, portò a litigate sempre più accese fra i due. Per quietarli, Carlo IX spedì il segretario di Stato Brulart.
A mettere fine a questa situazione ci pensò un evento esterno: l'elezione al trono polacco del duca d'Angiò, che lo venne a sapere il 28 maggio 1573. Premuto dalla regina madre Caterina per accogliere la delegazione polacca in attivo a Parigi, concesse le condizioni di pace alla cittadella in modo così onorevole che la pace fu ripristinata ancora una volta. L'assedio si concluse il 26 giugno 1573.
La pace fu firmata il 6 luglio 1573, denominata editto di Boulogne, ripristinava il vecchio editto di Amboise, un clamoroso passo indietro rispetto alla precedente pace di Saint-Germain: i calvinisti avrebbero goduto di libertà di coscienza solo in tre città: La Rochelle, Nîmes e Montauban. L'assedio fu revocato l'8 luglio 1573.